# 穆罕默德·阿里·真納
穆罕默德·阿里·真纳（烏爾都語： Muhammad Ali Jinnah 发音ⓘ，1876年12月25日—1948年9月11日），20世紀南亞政治家，巴基斯坦的建國領袖及獨立後第一任總督。他一开始支持并投身英属印度从英国殖民统治下独立的运动，后来立场逐渐改变，转向谋求在南亚建立独立的穆斯林国家。
真纳在巴基斯坦备受尊崇，被尊称为“伟大领袖”（乌尔都语： Quaid-i-Azam）和“国父”（乌尔都语： Baba-i-Qaum），其生日也成為巴基斯坦的法定假日。

## 早年及婚姻
真纳出生于卡拉奇，他出生时叫穆罕默德·阿里·真納巴伊（羅馬化：Mahomedali Jinnahbhai），父亲真納巴伊·蓬賈（Jinnahbhai Poonja）来自古吉拉特邦。真纳的家族有伊斯兰教伊斯玛仪派、十二伊玛目什叶派和印度教的祖先。他有三名姊妹。他在卡拉奇的伊斯兰教和基督教学校里受教育。1893年赴伦敦，在那里的一个与他父亲有贸易关系的运输和贸易公司里任职。
出发之前，真纳与一个16岁的远亲埃米巴伊（Emibai Jinnah）结婚，但他赴伦敦后不久他的第一位妻子就去世了，大约与此同时他的母亲也去世了。1918年他与拉坦白·佩蒂再婚，佩蒂皈依伊斯兰教，两人有一个女儿迪娜（Dina）。佩蒂逝于1929年。

## 法律事業
1894年真纳放弃他在伦敦企业裏的职位，开始在英国的林肯律師學院学法学。1896年，年僅19歲的真纳取得了英国的律師資格，創下了在英国獲得律師資格的最低龄紀錄。据说，真纳选择林肯律師學院是因为他看到了其主餐厅的壁画里画着摩西和穆罕默德，并为此而感动。
真纳与瑙罗吉·达达拜一起工作过一小段时间。瑙罗吉·达达拜是第一位成为英国国會下議院议员的印度人。1896年末，真纳加入印度国民大会党并回孟买做律师。他以敢于同英国人对质而出名。有一次，一位法官在法庭上不断打断真纳说：“胡说！”。最后真纳回答说：“阁下，您今天早上除了胡说外什么也没说”。1901年，一位孟买政府的法官以1500盧比的月薪来雇用真纳，但被真纳以可以在别处挣更多的钱而拒绝。

## 從政
进入印度国民大会党后，真纳很快就成为其中最重要的穆斯林领袖之一。当时的国民大会党主要由受到良好教育的印度人组织，那时其宗旨是通过协商等手段在大英帝国框架内为印度争取越来越多的自主权。
1910年1月25日，真纳成为60人的印度立法会的“孟买穆斯林成员”（许多现代历史学家批评这个立法会其实是印度总督的橡皮印章）。1913年真纳加入全印穆斯林联盟。1914年，他支持印度加入第一次世界大战。1916年他成为穆斯林联盟的主席，此后（1920年至1930年和1937年至1947年）他一再重任穆斯林联盟主席。
真纳在1916年促成了国大党与穆斯林联盟在所有国家问题上展开合作的决定。他成为由安妮·贝赞特等著名的印度民族主义者所组织的全印度自治联盟的主席。同年印度女诗人、民族主义者沙拉金尼·奈都为真纳写了第一本传记《印度教徒和穆斯林团结的号召人》。

### 與甘地對立
圣雄甘地回到印度后，真纳开始与国民大会党产生分歧。甘地主张非暴力抵抗是最好的获得印度自主的方式，而真纳主张只有使用宪法斗争才能获得独立。甘地与当时的其他国大党人不同。他不穿西方衣服，尽量使用印度本土语言而不用英语，较多地体现出印度教的精神性和虔诚感。甘地“印度化”了国民大会党，在印度教的印度人社群中非常受追捧。到了1920年，他和他的支持者成为了国大党的主要势力。
真纳与甘地之间的矛盾在当时来说并不是个例。当时许多其他重要的国大党人也反对和批评甘地的非暴力抵抗主张。此外一些有影响力的穆斯林土邦主也反对甘地。但是甘地获得了三亿印度平民中的大多数和一些热血的印度民族主义者的支持。1920年，真纳退出国民大会党。他警告说甘地的手段不但会造成穆斯林与印度教徒之间的分歧，而且会在这两个人群内造成分裂。当时他还没有提出分离的与英国就印度未来的谈判。1924年他组织了一个自己的党，并作为国民大会党与英国殖民政府之间的桥梁。后来他被选为穆斯林联盟的主席，但当时穆斯林联盟也已经分裂为亲国民大会党的真纳派和亲英国的莎非派别。
后来真纳与穆斯林和印度领袖讨论未来印度宪法的问题。穆斯林大多数希望有一个分离的选举而大多数印度教人则希望共同选举。真纳本人反对单独的选举，最后他提出了一个折衷方案并希望以此满足双方的要求，这就是著名的“真纳先生十四点”。

### 十四点
1. 未来的宪法应该是一个联邦宪法，各省应该有一定的权利。
2. 所有的省应该有相同的自主权。
3. 国家所有的被选举的机构应该设立适当的、有效地体现各省的少数人群的选举方法。这个选举方法不应该使得多数人群变为少数或者变为同样多。
4. 在中央立法机构中至少1/3的席位是穆斯林。
5. 地方选举依然象今天一样进行分离选举，但这不排除将来任何时候放弃分离选举，进行统一选举的可能性。
6. 任何行政区划的改变不应该影响到旁遮普、孟加拉和西北边省的穆斯林多数。
7. 任何人群获得完全的宗教自由
8. 假如在任何立法过程中任何一个人群的3/4反对一个立法的话这个法律无法通过，来防止对这个人群的利益的损害。假如有其它类似的、更可行的手段来保证这个目的的话则使用该更好的手段。
9. 信德省不受孟买管理。
10. 在西北边省和俾路支进行与其它省份同样的改革。
11. 在国家机构和其它地方自主机构中穆斯林应该与其他印度人一样获得同等的待遇。这一条应该在宪法中注明。
12. 宪法应该规定国家和地方机关对穆斯林文化、对穆斯林教育、语言、宗教、个人权利和福利机构的帮助的保证。
13. 任何政府，不论是中央的还是省的，要保证有1/3的穆斯林部长参加。
14. 只有在印度联邦的邦同意的情况下中央立法机关可以改变宪法。

当时的报纸称这14点已是穆斯林不可削减的最小要求了，但是国民大会党推翻了真纳的这14点，真纳被完全孤立，即使穆斯林也认为他出卖了他们。真纳还是参加了圆桌会议并试图在那里阐明他所理解的穆斯林的观点，但是民族主义者和亲英国的穆斯林贵族都不愿听他的。1930年真纳的政治生涯似乎达到了一个尽头。

### 出走英国
让真纳非常灰心的除了他的主张不被采纳外还有穆斯林联盟内部的分歧。他决定放弃政治赴英国做律师。他很快就在伦敦建立了一个律师所。他想他可以在外国更好地为印度服务，因此他还打算进入英国政治，为此他加入了费边社。但是工党觉得真納对于工党来说過於贵族式了，因此没有让他入党。后来他的一些保守朋友劝说他参加保守党，但是保守党却觉得他太开明了。因此真纳彻底地退出了政坛。
1932年真纳读了一本名为《灰狼》的書，是土耳其國父穆斯塔法·凯末尔·阿塔土克的自传。真纳被这部书深深打动，使他在很长时间裡只讲关于这本书的事，以至于他的女儿开始昵称他为“灰狼”。他对他的妹妹说，假如他获得阿塔土克那样的权力的话，他将改革穆斯林。此时一些著名的穆斯林如阿迦汗三世、穆罕默德·伊克巴尔等开始劝说真纳回印度，在一个团结的穆斯林联盟裡发挥他的作用。

### 回国
1934年真纳回到印度并开始重组穆斯林联盟。此时真纳的两个最强的穆斯林领导地位的竞争者都去世了，这样他就完全有活动自由了。
从1935年到1937年真纳再次试图使得穆斯林联盟与国民大会党靠近，事实上穆斯林联盟的宣言几乎与国民大会党的一样，只有小的改动。1937年的选举中穆斯林联盟在一些印度教徒占多数的地区赢得了为穆斯林保留的席位，但是在所有穆斯林占多数地区都失败了。穆斯林联盟向国民大会党提出联盟组阁，但是国民大会党则要求穆斯林合并入国民大会党。两者之间的不信任实际上是历史上遗留下来的根深蒂固的不信任，再加上国民大会党认为穆斯林联盟不能代表所有印度穆斯林。贾瓦哈拉尔·尼赫鲁对真纳说他要依靠穆斯林联盟的内在的力量，而真纳则回答说穆斯林联盟依靠的只有其内在力量。
英国使用“分而治之”的手段一开始支持真纳来作为国民大会党的对手。真纳支持印度参加第二次世界大战，而国民大会党则反对。这也加强了真纳在英国政府眼中的地位。在关键的1940年代中真纳与温斯顿·丘吉尔通过几次信，两人的见解显然很一致。

## 巴基斯坦的建立
穆斯林地区从印度分离出去的思想先驱是穆斯林诗人穆罕默德·伊克巴尔和在英国的活动家喬杜里·拉赫瑪特·阿里。伊克巴尔于1930年第一次提出在印度的西北建立一个穆斯林国家的主张，而阿里则是第一个提出“巴基斯坦”这个名字的人。
1937年的省和中央的选举后穆斯林联盟赢得不少穆斯林席位。真纳向国民大会党提议合作对付英国，条件是国民大会党同意分离选举和承认穆斯林联盟是所有穆斯林的代表。但是国民大会党内自己有自己的穆斯林领导人，因此无法同意这两个条件，这样这个合作就流产了。
在1940年的拉合爾決議上真纳正式提出分裂。他本人是很勉强赞成分裂的，也不是第一个提出穆斯林和印度教徒是不同的人的意见的。他说假如不建立两个独立国家的话在印度次大陆上会爆发内战。1943年7月26日有人试图刺杀真纳，真纳负伤。
一开始这个分裂的建议只遭到了国民大会党的嘲笑，英国也不认为它有任何政治意义。但是1940年代的印度内部本身已经分裂了。錢德拉·鮑斯带领着一支武装力量试图在纳粹德国和日本的帮助下解放印度。在所有印度党派中，除穆斯林联盟外，印度共产党和印度教大斋会均反对甘地和国民大会党组织的退出印度运动。这个运动虽然被看作是最强大的印度反抗运动，但是被英国无情镇压。穆斯林联盟参加几乎印度所有省的政府，著名的真纳支持者如阿迦罕座在英属印度的最高机关中。印度总督阿奇博尔德·珀西瓦尔·韦维尔子爵开始认识到真纳的地位。
在1946年成立的过渡政府中由于真纳既反对5月16日的计划（国民大会-穆斯林联盟联合政府）又反对6月16日的计划（分治）穆斯林联盟没有参加政府。真纳称英国政府和国民大会党篡改选举结果。他于1946年8月16日号召发动了“直接行动日”来抗议，以表达穆斯林要求建立巴基斯坦呼声。虽然真纳发誓穆斯林只有在获得巴基斯坦后才会停止，但他并不希望后来在全国爆发的导致上万穆斯林和印度教徒丧身的流血事件。最后穆斯林联盟造成了旁遮普和孟加拉两个地区的国民大会党—穆斯林联盟的联合政府的倒台和穆斯林联盟加入中央过渡政府。真纳本人没有参加这个政府，穆斯林联盟在政府中的领导人是阿迦罕。真纳获得了一次政治胜利，而印度的分裂已经非常明显。
但是两个党派的合作并不好。在1946年8月的动乱后国民大会党的领导人尼赫鲁怕真纳所预言的“内战”真的会爆发，因此获得了国民大会党对将印度分为两个国家的同意。这个计划是由英国的新总督路易斯·蒙巴顿等设计的。甘地既怕内战又怕分裂，最后还是勉强同意了这个计划。
从1947年6月到8月真纳代表巴基斯坦方参加分裂会议，讨论分裂政府的形成和机构，并同时组织新的巴基斯坦政府。

## 巴基斯坦总督
真纳是巴基斯坦自治領的第一位总督和其立法大会的主席。他继续他的世俗国家的主张。在立法大会的开幕式上他说：
您可能属于任何宗教或级别，这与国家事务无关。在一定的时候，一个印度教徒不再是一个印度教徒，一个穆斯林不再是一个穆斯林。这不是从宗教观点上来看的——宗教观点是每个人个人的信仰；而是从一个国家的公民的观点上来看的。
这段讲话对于想要把真纳伊斯兰化的巴基斯坦政治家来说这是一个小小的难堪。在民主实践中巴基斯坦的道路也非常艰巨，半数以上的时间里巴基斯坦是军事独裁国家。
巴基斯坦自治領留在英聯邦王國的时间里，其國家元首称为总督，意为英国国王的代表。但是真纳并不想做一个“橡皮图章”。当时巴基斯坦建国之初面临着巨大的困难：国内宗教动乱到处爆发，上千万难民从印度逃入巴基斯坦。真纳领导着新政府日以继夜地工作。他试图平息宗教冲突，帮助数百万难民落户，并保护弱势宗教人群，说服他们不要离开巴基斯坦。他奠定了巴基斯坦的经济政策和货币制度，还创建了军事、政府和教育机构。
1947年10月克什米尔战争爆发：巴基斯坦非正规军入侵克什米尔；相應地印度向克什米尔派兵。真纳批评印度教的克什米尔土邦大君：不顾其臣民大多数是穆斯林，而選擇加入印度；并开始直接支持入侵的非正规军。一开始真纳还打算，直接派巴基斯坦军队进入克什米尔；由於遭到了英国指挥官的反对，而未能如愿。

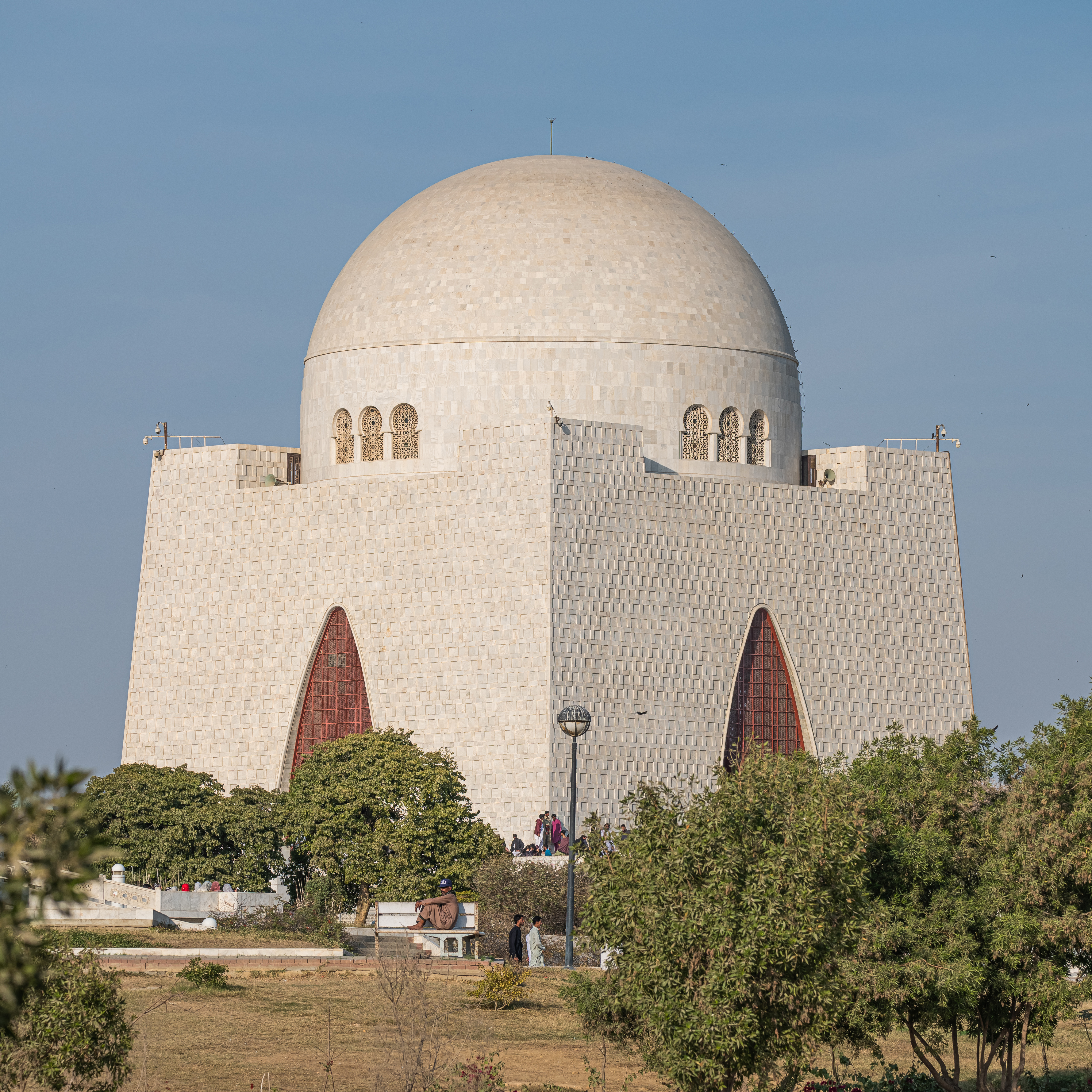
喀拉蚩的真納陵寢纪念堂

1948年9月11日真纳因肺结核和肺癌逝世于卡拉奇。巴基斯坦政府在卡拉奇为他建立了一座真納陵寢纪念堂，真納逝世後入葬此處。

## 立法工作
从1910年真纳首次被选入孟买的立法机构开始，到他1948年逝世，他在立法机关里工作近40年。他是一个优秀的议员，这也是他反对政治革命和动乱的原因。他是英国统治最无情的批评者，但他不是一个反叛者。
作为立法者，他建立了一些对印度和巴基斯坦来说都非常重要的法律。其中包括“限制儿童婚姻法”。在这里他必须克服他自己的人群中的保守派的强烈反对。他还达到了让印度人成为英国军队军官的权利。

## 评价和遗产
在巴基斯坦真纳被看作是国父。许多历史学家，尤其巴基斯坦历史学家将他看作是一个精锐的律师、自由的民主人士和先进人物。他很长时间里一直待在印度民主主义的阵营中（直到1938年）。
但真纳也被看作是一个集体主义者，尤其1937年后他代表着典型的结合主义立场，要求穆斯林联盟被看作是唯一代表穆斯林的党派并将次提高为未来印度宪法的一个关键。
真纳的工作和遗产被争论很多，尤其印度对他有非常感情化的批评。此外，蒙巴顿生前对真纳的评价也非常負面，而且这影响了许多历史学家对真纳的研究，直到蒙巴顿死后历史学家对他的研究才真正公正化。

### 争议
由于在印度分裂的过程中几乎五十万人丧生，550万穆斯林和300万印度教徒和锡克教徒背井离乡使得这个事件成为一件强烈感情化的事件。
直到今天在印度许多人不公正地将真纳看作是这个事件的唯一负责人。对许多印度人来说真纳是一个散布憎恨的人、一个集体主义者和一个政治叛徒。蒙巴顿在他生前提到他无法影响真纳。最近的研究迫使人们重思真纳的所作所为和分裂时期的事件以及蒙巴顿在这段时间里的作用。比如有人认为真纳始终没有想要让印度分裂。但是当时的环境以及国民大会党不肯给予穆斯林在印度联邦内的自主权迫使他走上了分裂的道路。
许多历史学家认为真纳是出于他自己的骄傲而建立了巴基斯坦的，因为他无法生活在一个甘地领导的国家里。新一代的历史学家一般认为这个批评不正确。但印度主流依然认为分裂是没有必要的，在今天的印度1.2亿穆斯林比巴基斯坦的穆斯林更富有，更自由。但是巴基斯坦的建立使得穆斯林自己获得了建立一个民族国家的机会也是一个事实。
真纳的肺结核也是一个争论焦点。真纳很长时间里保密他患有重病。1944年有人指责阿迦罕在真纳背后与一些国民大会党领袖谈判建立一个分权的联合政府。当时有人说阿迦罕以为真纳将死，因此试图在穆斯林联盟中获得更大的权力。一些印度人觉得假如当时国民大会党再拖延一些时间的话真纳真的会死，巴基斯坦就永远也不会被建立了。其他人则认为这个故事是捏造出来的，或者是蒙巴顿的错误。蒙巴顿是说出真纳患病事实的人。
在克什米尔事件中印度指责真纳在背后秘密支持非正规军的入侵，而在世界面前则假装无辜。一些历史学家则认为真纳可能被一些有野心的巴基斯坦高官蒙蔽。
巴基斯坦内部对真纳的批评主要集中在他接受了一个被阉割了的巴基斯坦。穆斯林联盟计划中的巴基斯坦包括整个孟加拉、旁遮普和北方邦。但是在巴基斯坦建国之前东旁遮普、西孟加拉就被从穆斯林占多数的地区分开了。克什米尔成为（而且至今继续是）两国争论的地区，北方邦则因其印度教徒多数被划给了印度。这使得巴基斯坦受到地盘和战略上占优势的印度的威胁。
真纳的总督任期也被争论。有人认为他播的民主之种太弱，给专制和军变造成了机会。加上总督的地位非常强，而真纳本人的影响和荣誉远远高出巴基斯坦当时任何政治家和党派。他对巴基斯坦的经济、社会和政治的影响太大了，导致了其它民主机构的萎缩。但也有人说，巴基斯坦建国后实际上真纳已经病入膏肓，尤其是在1948年初他视察巴基斯坦东部后他根本没有进行政府工作的能力了。除特别的官方场合下（比如国家银行的开办）他已经不出现了。
真纳支持穆斯林难民所使用的乌尔都语作为官方语言也受到批评。真纳本人不说这个语言，而且这个决定使得许多巴基斯坦其他的人被孤立。后来他的继承人在1956年的宪法中将孟加拉语也列入官方语言。

### 后代
真纳的后代都不是巴基斯坦公民或住在巴基斯坦。他唯一的女儿Dina在巴基斯坦建立后留在印度，后来移居纽约，他的外孙Nusli Wadia是一个在印度出生的英国公民，他本来信基督教，后来改为琐罗亚斯德教，是一位著名的孟买工业家。

### 世俗主义
真纳本人持一个世俗主义的看法，他认为世俗的国家政治应该与个人信仰分开。在他在巴基斯坦立法会议的第一次演讲中他展望巴基斯坦成为一个世俗的共和国，而不是一个伊斯兰神权国家。当有人问他他属于什叶派还是属于遜尼派时他回答说。假如先知穆罕默德是什叶派的，那么他就是什叶派的，假如先知穆罕默德是遜尼派的，那么他就是遜尼派的，假如穆罕默德两派都不是，那么他也两派都不是。
分裂后真纳试图保护印度教徒。他任命了一个印度教徒Jogendra Nath Mandal为巴基斯坦的第一任司法部长。巴基斯坦的第一首国歌《Tarana-e-Pakistan》也是一位印度教徒诗人Jagan Nath Azad写的。
在今天的印度也有真纳的崇拜者。比如印度前总理和民族主义领导人阿塔尔·比哈里·瓦杰帕伊称真纳是一个尊敬的国家领导人和高贵的穆斯林领导人，他不为分裂时期的动乱和后来巴基斯坦内伊斯兰原教旨主义的崛起而负责。许多历史学家和记者承认真纳与他居住很久的孟买之间的感情、他对印度教徒的保护和他试图维持自由民主的做法。

### 新研究
当时所有文件解除保密后，新的研究认为真纳并不是分裂的真正原因，真正原因是因为甘地和尼赫鲁不肯给予少数人群地区自主权。这些研究认为真纳至终为一个统一的、世俗的和为少数人群提供了一个“铁甲舰式的保护”的印度而奋斗。

## 相关逸事
- 土耳其首都安卡拉的大街之一是以真纳命名的。
- 伊朗首都德黑兰的一条新的重要高速公路也以真纳命名。
- 在所有巴基斯坦10盧比以上的纸币上都有真纳的肖像。
- 真纳是大英帝国和英联邦中第一位亚裔总督。